# Високе звання
«Високе звання» (рос. «Высокое звание») — радянський художній фільм-військова драма 1974 року. Дилогія режисера Євгена Карелова, що складається з двох частин: «Я, Шаповалов Т. П.» (прем'єра відбулася 12 листопада 1973 року) і «Заради життя на землі» (прем'єра відбулася 6 травня 1974 року).

## Сюжет
Історія російського радянського воєначальника Тимофія Петровича Шаповалова. Талановитий офіцер починає військову кар'єру в царській армії в Першу світову війну. Кавалеристом проходить громадянську війну, бої на Халхін-Голі. Ще під час громадянської війни Шаповалов познайомився зі своєю майбутньою дружиною Ксенією, яка вкриває його після поранення. Вони одружилися, і у них народився син. Однак відносини між подружжям не завжди складаються, переважно через різне розуміння сімейного життя; їдучи на навчання в академію, Шаповалов залишає дружину і сина в частині (тимчасово, поки не знайде житло в Москві), якою командував, хоча вона бажає їхати з ним. Ксенія, яка страждає від нерозуміння з чоловіком, вмирає від раку незадовго до подій на Халхін-Голі. Під час цього конфлікту Шаповалов був важко поранений, його не хочуть брати в армію на стройову посаду, але у 1941 році він, нарешті, повертається в стрій і виїжджає в частину в ніч на 22 червня.
Німецько-радянську війну головний герой починає на посаді командира корпусу. У перші ж дні війни з'єднання Шаповалова в складі армії, якою командує його друг Павло Гайдабура, опиняється в скрутному становищі, оскільки командарм зволікає з відходом, що загрожує оточенням. Гайдабура гине в бою з ворожими парашутистами. Шаповалов бере командування армією на себе і забезпечує її вихід з мінімальними втратами з оточення. Настає 1944 рік. Шаповалов вже Герой Радянського Союзу, генерал-полковник, командувач фронтом. Він зустрічається з сином-артилеристом, який проходить лікування після поранення в руку, пропонує йому служити під його начальством, але той відмовляється, незабаром Шаповалов дізнається про його загибель. Його сміливі і непередбачувані для ворога дії забезпечують перемогу радянським військам.
У 1941 році Тимофій Петрович знаходить свою нову любов, шкільну вчительку Альбіну. Їм судилося знову зустрітися тільки в кінці війни, щоб більше вже не розлучатися. В кінці фільму перед глядачем виникає образ рідної землі, за яку боровся Шаповалов і його бійці.

## У ролях
| Актор                 | Роль                                         |
| --------------------- | -------------------------------------------- |
| Євген Матвєєв         | генерал-майор Тимофій Петрович Шаповалов     |
| Дмитро Франько        | командувач армією Павло Максимович Гайдабура |
| Ніна Попова           | дружина Шаповалова Ксенія                    |
| Анатолій Соловйов     | комдив                                       |
| Валентина Малявіна    | Альбіна                                      |
| Армен Джигарханян     | полковник Ісмаїл Алійович Цховребов          |
| Юрій Кузьменков       | замполіт                                     |
| Хорст Пройскер        | Ленау                                        |
| Хельмут Шрайбер       | Фон Шток                                     |
| Євген Буренков        | маршал                                       |
| Юрій Гусєв            | козак-семенівець                             |
| Володимир Кашпур      | Вахрушев                                     |
| Афанасій Кочетков     | Митько                                       |
| Микола Лебедєв        | Іван Сергійович Мякішев                      |
| Тетяна Назарова       | Тоня                                         |
| Юрій Леонідов         | начальник розвідки                           |
| Валерій Носик         | непман Серафим Іванович                      |
| Семен Морозов         | ад'ютант Шаповалова Олексій                  |
| Віктор Павлов         | козак-семенівець Заварзін                    |
| Олексій Преснєцов     | епізод                                       |
| Лідія Русланова       | камео                                        |
| Микола Сергєєв        | батько Тимофія Петро Шаповалов               |
| Євген Стеблов         | Юхим Захарович Корольков                     |
| Борис Токарев         | син Тимофія Петровича Павло Шаповалов        |
| Олексій Ейбоженко     | комісар Данілін                              |
| Володимир Уан-Зо-Лі   | японець                                      |
| Родіон Александров    | командир                                     |
| Володимир Басов       | розвідник Андрій Глібович Шумський           |
| Борис Юрченко         | брат Шаповалова                              |
| Юрій Назаров          | епізод                                       |
| Василь Фущич          | поручик                                      |
| Валентин Буров        | епізод (фільм 2-й)                           |
| Сергій Полежаєв       | командарм                                    |
| Роман Хомятов         | Куликов                                      |
| Геннадій Юхтін        | Іван Гаврилович Андрюхін                     |
| Михайло Погоржельский | військовий лікар                             |
| Микола Дупак          | комісар                                      |
| Руслан Ахметов        | мадяр                                        |
| Петро Щербаков        | комбриг                                      |
| Петро Савін           | червоноармієць                               |
| Микола Парфьонов      | начальник патруля                            |
| Анатолій Єлісєєв      | Анісімов                                     |

## Знімальна група
- Режисер:  Євген Карелов
- Сценарист:  Юлій Дунський,  Валерій Фрид
- Оператор: Анатолій Петрицький
- Композитор: Євген Птичкін
- Художники-постановники:  Валерій Філіппов,  Володимир Філіппов
- Художник по костюму:  Валентин Перельотов
- Текст пісні:  Євген Карелов
- Диригент:  Володимир Васильєв
- Музичний редактор: Мінна Бланк